# Regreso a Normandía
Regreso a Normandía es un documental francés dirigido por Nicolas Philibert y estrenada en 2007.

## Argumento
Nicolas Philibert comenzó su carrera en el cine como ayudante de dirección de René Allio en la película Yo, Pierre Rivière, habiendo matado a mi madre, mi hermana y mi hermano... (1975). El filme se convirtió en una original propuesta, no solo por recrear un crimen que tuvo lugar en Normandía hace más de un siglo, sino también por hacerlo con la ayuda de los granjeros de la región. Después de 30 años, Philibert reúne a este equipo de actores no profesionales para ver qué ha sido de sus vidas.
"Regreso a Normandía" es un documental que nace de la nostalgia de un cineasta: Nicolas Philibert. El director de "Ser y tener" fue invitado a una escuela de cine para presentar a los alumnos una película de su elección y, al elegir "Yo, Pierre Rivière...", se le vinieron a la mente muchos recuerdos. Tantos que empezó a recuperar fotos y documentos del filme para comenzar un documental que reflejara, en primera persona, la dimensión humana que se consiguió en el rodaje de tan controvertida película.